# Katharine Lee Bates

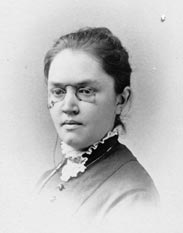
Katharine Lee Bates

Katharine Lee Bates (* 12. August 1859 in Falmouth, Massachusetts; † 28. März 1929 in Wellesley, Massachusetts) war eine US-amerikanische Lehrerin, Dichterin und Autorin. Lee Bates war die Dichterin der Hymne America the Beautiful.

## Leben
Bates besuchte bis 1874 die Wellesley High School und studierte dann bis 1880 am Wellesley College. Sie unterrichtete von 1880 bis 1881 an der Natick High School und danach von 1885 bis 1889 an der Dana Hall School. Ab 1893 war sie als Hochschullehrerin für englischsprachige Literatur am Wellesley College tätig. Als Autorin verfasste sie Gedichte, Reiseliteratur und Kinderbücher. Ihre Werke veröffentlichte sie – teilweise unter dem Pseudonym James Lincoln – in verschiedenen Publikationen wie Atlantic Monthly, The Congregationalist, Boston Evening Transcript, Christian Century, Contemporary Verse, Lippincott’s und Delineator. Als langjährige Republikanerin erklärte sie 1924 öffentlich, den demokratischen Präsidentschaftskandidaten John W. Davis zu wählen, da die Republikaner sich gegen die Mitgliedschaft der USA im Völkerbund aussprachen. In Wellesley lebte und wohnte Bates mit ihrer Lebensgefährtin, der Geschichtslehrerin Katharine Coman, zusammen. Bates verstarb 1929 in Wellesley, wo sie auf dem Oak Grove Cemetery beerdigt wurde.

## Werke (Auswahl)

### Autorin
- The College Beautiful, and Other Poems, Houghton (Cambridge, MA), 1887
- Rose and Thorn, Congregational Sunday-School and Publishing Society (Boston, MA), 1889
- Hermit Island, Lothrop (Boston, MA), 1890
- Sunshine, and Other Verses for Children, Wellesley Alumnae (Boston, MA), 1890
- The English Religious Drama, Macmillan (New York, NY), 1893, Wiederauflage, Kennikat Press (Port Washington, NY), 1966
- American Literature, Chautauqua Press (New York, NY), 1897
- Spanish Highways and Byways, Macmillan (New York, NY), 1900
- (als James Lincoln:) Relishes of Rhyme, Richard G. Badger (Boston, MA), 1903
- From Gretna Green to Land's End: A Literary Journey in England, fotografiert von Katharine Coman, Crowell (New York, NY), 1907
- The Story of Chaucer's Canterbury Pilgrims, Rand, McNally (Chicago, IL), 1909
- America the Beautiful, and Other Poems, Crowell (New York, NY), 1911
- In Sunny Spain with Pilarica and Rafael, Dutton (New York, NY), 1913
- Chaucer's Canterbury Pilgrims, Katharine Lee Bates, Rand, McNally (Chicago, IL), 1914
- Fairy Gold, Dutton, (New York, NY), 1916
- The Retinue, and Other Poems, Dutton (New York, NY), 1918
- Sigurd Our Golden Collie, and Other Comrades of the Road, Dutton (New York, NY), 1919
- Yellow Clover, A Book of Remembrance, Dutton (New York, NY), 1922
- Little Robin Stay-Behind, and Other Plays in Verse for Children, Woman's Press (New York, NY), 1923
- The Pilgrim Ship, Woman's Press (New York, NY), 1926
- America the Dream, Crowell (New York, NY), 1930
- An Autobiography, in Brief, of Katharine Lee Bates, Enterprise Press (Falmouth, MA), 1930
- Selected Poems of Katharine Lee Bates, ediert von Marion Pelton Guild, Houghton Mifflin (Boston, MA), 1930

### Herausgeberin
- The Wedding Day Book, Lothrop (Boston, MA), 1882, published as The Wedding-Day Book, with the Congratulations of the Poets, Lothrop (Boston, MA), 1895
- Coleridge's The Rime of the Ancient Mariner|Ancient Mariner, Leach, Shewell & Sanborn (Boston, MA), 1889
- Ballad Book, Leach, Shewell & Sanborn (Boston, MA), 1890, Wiederauflage, Books for Libraries Press (Freeport, NY), 1969
- Shakespeare's Comedy of The Merchant of Venice, Leach, Shewell & Sanborn (Boston, MA), 1894
- Shakespeare's Comedy of A Midsummer Night's Dream, Leach, Shewell & Sanborn (Boston, MA), 1895
- Shakespeare's Comedy of As You Like It, Leach, Shewell & Sanborn (Boston, MA), 1896
- Stories from the Chap-Book, Stone (Chicago, IL), 1896
- Keats's The Eve of St. Agnes, and Other Poems, Silver, Burdett, (New York, NY), 1902
- The Works of Nathaniel Hawthorne, 14. Ausgabe, Crowell (New York, NY), 1902
- Hamilton Wright Mabie, Norse Stories Retold from the Eddas, Rand, McNally, Chicago, 1902
- The Poems of Alice and Phoebe Cary, Crowell (New York, NY), 1903
- John Ruskin, The King of the Golden River; or, the Black Brothers: A Legend of Stiria, illustriert von John C. Johansen, Rand, McNally (Chicago, IL), 1903
- Tennyson's The Princess, American Book Co. (New York, NY), 1904
- Tennyson's Gareth and Lynette, Lancelot and Elaine, The Passing of Arthur, Sibley (Boston, MA), 1905
- The New Irish Drama, Drama League of America (Chicago, IL), 1911
- Thomas Heywood, A Woman Killed with Kindness, and the Faire Maide of the West, Heath (Boston, MA), 1917
- Once Upon a Time; A Book of Old-Time Fairy Tales, illustriert von Margaret Evans Price, Rand, McNally (Chicago, IL), 1921
- Tom Thumb and Other Old-Time Fairy Tales, illustriert von Price, Rand, McNally (Chicago, IL), 1926
- Jack the Giant-Killer, Rand, McNally (Chicago, IL), 1937
- Jack and the Beanstalk; also Toads and Diamonds, Rand, McNally (Chicago, IL), 1937

## Übersetzerin
- Gustavo Adolfo Becquer, Romantic Legends of Spain, Crowell (New York). gemeinsam mit Cornelia Frances Bates